# Clethra
Clethra là một chi thực vật có hoa trong họ Clethraceae.

## Loài
Chi Clethra gồm các loài:
- Clethra acuminata
- Clethra alnifolia
- Clethra arborea
- Clethra barbinervis
- Clethra bodinieri
- Clethra brasiliensis
- Clethra crispa
- Clethra delavayi
- Clethra fabri
- Clethra fargesii
- Clethra fimbriata
- Clethra kaipoensis
- Clethra lanata
- Clethra mexicana
- Clethra obovata
- Clethra ovalifolia
- Clethra paralelinervia
- Clethra petelotii
- Clethra revoluta
- Clethra rugosa
- Clethra scabra